# Shageluk
Shageluk ist ein Ort mit dem Status einer City in der Yukon-Koyukuk Census Area in Alaska. Das U.S. Census Bureau hatte bei der Volkszählung 2020 eine Einwohnerzahl von 100 ermittelt. In Jahren mit ungerader Jahreszahl führt das Iditarod-Hundeschlittenrennen an Shageluk vorbei.

## Geographie
Shageluk befindet sich im Westen von Alaska. Der Ort liegt am linken, östlichen Flussufer des unteren Innoko River, ein Nebenfluss des Yukon River. Der Ort liegt auf einer Höhe von 19 m 530 km westnordwestlich von Anchorage. Knapp 34 km westlich von Shageluk befindet sich Anvik, das am westlichen Flussufer des Yukon River liegt. 4 km nordnordwestlich vom Ort Shageluk befindet sich ein Flugplatz.

## Geschichte
Shageluk ist ein Dorf der Deg Hit’an-Athabasken, die zur Ingalik-Sprachengruppe gehören. Der russische Entdecker Andrey Glazunov gab während seiner Erkundungsmission 1833–34 eine Schätzung von 1000 Menschen für das Anvik-Shageluk-Gebiet ab. Bei einer Pocken-Epidemie in den Jahren 1838 und 1839 kamen etwa 300 Menschen ums Leben.
Leutnant Sagoskin von der Russländisch-Amerikanischen Kompagnie besuchte das Gebiet 1861. Im Jahr 1924 wurde in Shageluk ein Postamt eröffnet. Im Jahr 1966 war die Gemeinde gezwungen, zu einem Platz 3 Kilometer weiter südöstlich umziehen, der weniger hochwassergefährdet war. An diesem Ort wurden vom „Bureau of Indian Affairs“ (BIA) gemäß dem „Indian Reorganization Act“ 20 Wohnhäuser und eine Schule errichtet. 1970 erhielt Shageluk den Status einer City. Shageluk ist weiterhin eine Gemeinde der Deg Hit’an-Athabasken. Sie lebt von Subsistenzwirtschaft. Der Verkauf von Alkohol ist im Ort verboten.

## Demografie
Zum Zeitpunkt der Volkszählung im Jahre 2020 (U.S. Census 2020) hatte Shaguluk 100 Einwohner auf einer Landfläche von 26,46 km². Von den Einwohnern waren 4 weiß sowie 91 amerikanisch-indianischer Abstammung.
Beim Zensus im Jahr 2000 wurden 129 Einwohner gezählt, 2010 waren es 83.